# The New Twilight Zone—aflevering 16
De 16e aflevering van de serie The New Twilight Zone bestaat uit drie subafleveringen: "The Elevator", "To See the Invisible Man" en "Tooth and Consequences".

## The Elevator
The Elevator is het eerste segment van de aflevering. Het scenario is geschreven door Ray Bradbury.

### Plot
Twee broers, Will en Roger, breken in bij het laboratorium van hun vader, die al een tijdje vermist wordt. Volgens Roger is hun vader een doorgedraaide wetenschapper, maar Will verdedigt hem. Ze betreden het stokoude domein dat er verlaten en leeg bij ligt.
Eenmaal binnengekomen in een grote ruimte treffen ze het ene na het andere dode dier. Er is echter iets bijzonders aan de dieren: Ze zijn allemaal kolossaal groot, de een nog groter dan de ander. Ze vinden onder andere katten, muizen en honden, van enorme afmetingen. Hoewel er geen licht brandt, zijn ze op zoek naar de lift die naar het lab zou moeten leiden. Omdat alle dieren zijn gestorven, vragen ze zich af door wie of wat de dieren zijn gedood en kunnen daaruit alleen concluderen dat het dier dat ze gedood moet hebben, nog veel groter moet zijn.
Ze slagen erin de lichtschakelaar te vinden en zien dan dat de halve ruimte bestaat uit plakkerige, uit eiwit bestaande draden. Ze slagen erin de lift te vinden, en willen hem naar beneden halen. Uit de lift komt echter een gigantische spin, die beiden omhoog trekt in de duisternis...

### Rolverdeling
- Stephen Geoffreys : Will
- Robert Prescott (acteur) : Roger
- Brandon Bluhm : jonge Will
- Douglas Emerson : jonge Roger

## To See the Invisible Man
"To See the Invisible Man" is het tweede segment van de aflevering. Het scenario is geschreven door Steven Barnes.

### Plot
Het verhaal speelt in een alternatief universum. Mitchell Chaplin staat hier terecht voor het feit dat hij niet open en vriendelijk genoeg is voor anderen. Als straf wordt hij veroordeeld tot een jaar onzichtbaarheid. Dit houdt in dat hij een speciaal merkteken op zijn voorhoofd krijgt, wat voor iedereen een teken is dat ze hem moeten negeren en nooit mogen helpen.
Aanvankelijk ziet Chaplin dit als de perfecte gelegenheid om eindelijk eens tijd voor zichzelf te hebben, maar al snel verandert zijn straf in een geducht lesje in nederigheid en empathie daar hij ontdekt hoe het is om een verschoppeling te zijn. Alleen een blinde man, die omdat hij het merkteken niet kan zien niet weet dat Chaplin onzichtbaar is, praat even met hem. De onzichtbaarheid gaat zo ver, dat Chaplin zelfs geen medische verzorging krijgt na een ongeluk.
Na een jaar wordt het teken eindelijk verwijderd en kan Chaplin terugkeren in de samenleving. Op een dag ziet hij een vrouw die ook onzichtbaar gemaakt is. Hij negeert haar eerst, maar breekt dan de wet door haar te woord te staan en te troosten. Als straf wordt hij opnieuw tot een jaar onzichtbaarheid veroordeeld, maar dit keer heeft hij er vrede mee.

### Rolverdeling
- Cotter Smith : Mitchell Chaplin
- Whit Hertford : jongen
- Peter Hobbs : Blinde man
- Jack Gallagher : Comic
- Dean Fortunato : Tough guy
- Karlene Crockett : onzichtbare vrouw
- Chris McCarty : Businessman
- Bonnie Campbell-Britton : vrouw
- Steve Peterson : Server
- Mary-Robin Redd : Margaret
- Richard Jamison : bewaker #1
- Kenneth Danziger : Maitre d'
- Terri Lynn Wood : huilend meisje

### Achtergrond
Dit verhaal is gebaseerd op een kort verhaal van Robert Silverberg, voor het eerst gepubliceerd in Worlds of Tomorrow in april 1963. In het originele verhaal wordt de hoofdpersoon niet bij naam genoemd, en is de persoon die hij op het eind helpt een man in plaats van een vrouw.

## Tooth and Consequences
"Tooth and Consequences" is het derde segment van de aflevering. Het scenario is geschreven door Haskell Barkin.

### Plot
Dr. Myron, een tandarts, heeft problemen met zijn eigenwaarde. Hij gaat zelfs te rade bij zijn buurman, psycholoog Walter Pinkham. Myron denkt dat al zijn patiënten bang voor hem zijn, maar Pinkham overtuigt hem dat dit niet zo is. Myron is niet overtuigd en meldt zich ziek op zijn werk. Vervolgens maakt hij plannen om zelfmoord te plegen.
Wanneer Myron zichzelf probeert op te hangen, komt een patiënt genaamd Lydia, op wie Myron een oogje heeft, zijn praktijk binnen. Hij vraagt haar mee uit, maar ze weigert en vertrekt. Myron probeert zichzelf weer op te hangen, maar de lamp waaraan hij de strop had bevestigd breekt. Myron wordt opgevangen door een man die zichzelf identificeert als de tandenfee.
Myron is eerst sceptisch, maar wanneer de tandenfee hem vraagt of hij wellicht iets voor Myron kan doen, wenst Myron dat Lydia hem eindelijk ziet staan en dat hij veel patiënten zal krijgen die wel van hem houden. Zijn wens wordt vervuld, alleen is het niet helemaal wat Myron had verwacht. Hij krijgt namelijk zoveel klanten dat hij overwerkt raakt. Daarbij blijkt Lydia in hun relatie erg veeleisend. Het wordt Myron te veel, en hij vlucht weg uit zijn drukke leven. Aan boord van een trein ontmoet hij een groep zwervers, die allemaal beweren ex-tandartsen te zijn. Zonder hun aanwezigheid zou de tandenfee meer werk hebben…

### Rolverdeling
- Kenneth Mars : Tandenfee
- David Birney : Dr. Myron Mandel
- Martin Azarow : Man
- Nat Bernstein : zwerver
- Oliver Clark : Dr. Walter Pinkham
- Mina Kolb : Mrs. Taylor
- Teresa Ganzel : Lydia Bixby
- Jack Lindine : zwerver #2
- Mitzi McCall : vrouw van middelbare leeftijd
- Ermal Williamson : Mr. Frank
- Peggy Pope : Mrs. Schulman
- Jane Ralston : Receptionist
- Ron Ross : zwerver #3
- Harry Stephens : etende zwerver